# أوكتافيو باج
أوكتافيو باج (بالإسبانية: Octavio Lepage)‏ (24 نوفمبر 1923 - 6 يناير 2017) هو سياسي ومحام من فنزويلا. شغل منصب رئيس فنزويلا منذ 21 مايو 1993 حتى 5 يونيو 1993.